# باشگاه فوتبال ختافه
باشگاه فوتبال ختافه (به اسپانیایی: Getafe Club de Fútbol)؛ (تلفظ اسپانیایی: [xeˈtafe ˈkluβ ðe ˈfuðβol])، که به شکل ساده ختافه نامیده می‌شود، یک باشگاه فوتبال حرفه‌ای است که در ختافه، شهری در جنوب بخش مادرید قرار دارد و در بالاترین سطح از فوتبال اسپانیا، لا لیگا رقابت می‌کند. ورزشگاه خانگی باشگاه، کولیسیوم آلفونسو پرز است که از زمان تأسیسش در سال ۱۹۸۳، میزبان بازی‌های آنهاست و ظرفیت ۱۷٬۳۹۳ هوادار را دارد. این باشگاه در سال ۱۹۶۴ تأسیس و در سال ۱۹۸۳ بازتأسیس شد.
ختافه در فاصله سال‌های ۲۰۰۴ تا ۲۰۱۶ در بالاترین سطح از فوتبال اسپانیا رقابت کرد و پس از سقوط در سال ۲۰۱۶، بلافاصله به لا لیگا بازگشت و از فصل ۱۸–۲۰۱۷ در این لیگ حضور دارد.
رقابت اصلی ختافه با باشگاه همسایه، لگانس است که در نزدیکی شهر ختافه قرار دارد و رقابتی دوستانه با باشگاه بزرگ شهر مادرید، اتلتیکو داشته است.

## افتخارات
- کوپا دل ری

نایب قهرمان (۲): ۲۰۰۷–۲۰۰۶، ۲۰۰۸–۲۰۰۷
- سگوندا دیویژن بی - گروه ۱

قهرمان: ۱۹۹۹–۱۹۹۸
- جایزهٔ زامورا

برای روبرتو آبوندانزیری در فصل ۲۰۰۷–۲۰۰۶
- کوپا ایبریک

نایب قهرمان : ۲۰۱۹
جام جهانی ۲۰۲۲

## ورزشگاه
- نام - ورزشگاه کولیسیوم آلفونسو پرز
- شهر - ختافه
- گنجایش - ۱۷٬۳۹۳ نفر
- تاریخ تأسیس - ۱۹۹۸
- ابعاد زمین - ۶۸ × ۱۰۵ متر

## بازیکنان مطرح
- روبرتو آبوندانزیری
- لوئیس آراگونس
- رائول آلبیول
- دیه‌گو ریواس
- استبان گرانرو
- روبن دِ لارد
- میسن گرینوود

## مربیان مطرح
- کیکه سانچز فلورس
- برند شوستر
- میشل لادروپ

## واژه‌نامه
1. ↑  Getafe Club de Fútbol S.A.D.
2. ↑  (به اسپانیایی: Azulones)؛ (به انگلیسی: Deep Blue Ones)